# Bunker B 157 und Wandbild
Bunker B 157 und Wandbild in Bremen-Gröpelingen, Ortsteil Ohlenhof, Halmerweg 90, stammen von 1940 bzw. 1979.
Bunker und Wandbild stehen seit 2017 unter Bremischen Denkmalschutz.

## Geschichte
In Bremen entstanden im Zweiten Weltkrieg auf Grund seiner sehr hohen Luftkriegsgefährdungsstufe über 130 Hochbunker; viele sind noch vorhanden. Bunkerbauten wurden in Norddeutschland standardisiert in Bauserien errichtet.
Der siebengeschossige Hochbunker B 157 – ein sogenannter Luftschutzturm mit einer Kapazität von ursprünglich 624 Schutzplätzen – wurde Anfang der 1940er Jahre errichtet und nach dem Krieg für Zivilschutzzwecke hergerichtet. Nach der Aufhebung der Zivilschutzbindung wurden Teile der Ausstattung entfernt.
Das 21,0 m × 17,4 m große farbige Wandbild „Liebe Herta! Nie wieder Krieg haben wir ges...“  von Hermann Stuzmann (Bremen) „gehört zu einer Serie von Wandbildern, die in den 1970er- und 1980er-Jahren unter Betreuung und Förderung durch die 1973 neu eingerichtete Dienststelle ‚Kunst im öffentlichen Raum‘ beim Senator für Kultur in Bremen entstanden“, so das Landesamt für Denkmalpflege Bremen.
Der Bunker und das Thema des Wandbildes Kunst im öffentlichen Raum stehen in einem direkten Bezug zum Krieg und zum folgenden Kalten Krieg. Das Bild bringt durch den unvollständigen Satz auf einem Merkzettel den Wunsch nach Frieden zum Ausdruck und stellt die Realität durch die parkenden PKWs dar.